# 정순택 (성직자)
정순택(鄭淳澤   1961년 8월 5일 ~ )은 대한민국의 천주교 성직자이자 가톨릭 대주교이다. 세례명은 베드로이며, 현재 제14대 천주교 서울대교구 교구장 겸 천주교 평양교구 교구장 서리이다.

## 유년시절과 가계배경
정순택 대주교는 1961년 8월 5일 대구광역시에서 아버지 정운장(요셉)과 어머니 조정자(이빌라의 데레사)사이에서 1남 2녀 중 외아들도 태어났다.
대구 효성초교와 서울 동일중, 우신고를 다니며 거의 전 과목 만점을 맞아 '수재'라는 말을 듣곤했던 정 주교는 서울대학교 공대 공업화학과에 입학, 아버지 바람대로 학자로서의 삶을 살게 되는 듯했다. 하지만 평범한 공학도의 길을 걷던 정순택 대주교의 삶에서 '분기점'이 생긴다. 대학 3학년 재학 중 주위 권유로 우연히 참석한 포콜라레 마리아폴리(마리아의 도시)에서 뜨거운 '신앙 체험'을 한다. '하느님께서는 한 사람 한 사람을 있는 그대로의 모습으로 부르시고 쓰신다'는 체험이었다. '늦게 데워진 구들장이 좀처럼 식지 않는 것처럼' 신앙의 원체험은 오랫동안 뜨거웠다. 물론 공학도에서 신학도가 되기까지는 시간이 필요했다.
"대학 졸업 때까지만이라도 하느님 부르심이 확실한지 기다려보자"는 아버지의 제안에 정순택 대주교는 대학을 졸업한 뒤에도 신학교에 가겠다는 성소를 지켰고, 드디어 교구 신학생으로 서울대교구 대신학교 2학년에 편입한다. 한 학기를 마치고 군에 입대하려 했지만 허리를 다쳐 다시 신체검사를 받는다. 이 때가 가르멜회에 입회하는 결정적 계기였다. 허리를 다쳐 요양하는 동안 가르멜 영성서적을 읽으며 가르멜의 삶에 푹 빠져든 정순택 대주교는 1984년 12월 가르멜회에 입회서를 낸 뒤 보충역으로 입대, 병역 의무를 이행하고 1986년 5월 수도회로 돌아온다.

## 사제와 주교
1988년 2월 첫 서원, 1992년 1월 종신서원을 하고 1992년 7월 16일 가르멜회 인천수도원에서 사제품을 받고 온전한 수도자로서의 길을 걷기 사작하였다.
이후 가르멜회 청원장과 수련장, 한국지부 제2참사 겸 서울 학생수도원장 등을 지낸 정순택 신부는 2000년 로마로 유학을 떠난다. 성서학을 공부하기 위해서였다. 5년 가까운 수학 끝에 정 주교는 구약 시편 57편을 새로운 방향에서 해석하고 조명한 논문으로 로마 교황청 성서대학(Biblicum)에서 성서학 석사학위를 받고 2004년에 돌아온다. 귀국하자마자 한국준관구 제1참사 겸 인천수도원 부원장, 한국관구 제1참사 겸 광주 학생수도원장 등을 지내었다.
2013년 12월 30일 교황 프란치스코는 서울대교구 보좌주교로 정순택 신부를 유경촌 신부와 함께 임명 하였고  2014년 2월 5일 타마주카 명의주교로 서품되었다. 
이후 서울대교구 서서울 지역 및 수도원·청소년담당 교구장 대리, 한국 천주교 주교회의 청소년 사목위원장, 한국교회사연구소 이사장으로 활동해 왔다.
2021년 교황 프란치스코는 염수정 추기경의 서울대교구장 및 평양교구장 서리직의 사임청원을 수락하고, 그후임으로 정순택  보좌주교를   서울대교구 교구장주교로  임명하였다
정순택 대주교는  2021년 12월 8일 명동대성당에서 서울대교구장 및 평양교구장 서리로 착좌하였다. 이후 6월 29일 바티칸 성 베드로 대성당에서 교황 프란치스코로 부터 서울관구장 대주교 권위 상징인 팔리움을 받았고 11월 7일 명동대성당에서 팔리움 수여미사를 봉헌 하였다.

## 약력
- 1986년 5월 : 가르멜 수도회 입회
- 1992년 1월 25일 : 가르멜 수도회 종신서원
- 1992년 7월 16일 : 사제 서품
- 1993년 ~ 1996년 : 가르멜 수도회 수련장
- 1996년 ~ 1999년 : 가르멜 수도회 서울학생수도원장 겸 지부 제2참사
- 2000년 ~ 2004년 : 교황청립 성서대학 성서학 유학
- 2005년 ~ 2008년 : 가르멜 수도회 인천수도원 부원장 겸 준관구 제1참사
- 2008년 ~ 2009년 : 가르멜 수도회 광주학생수도원장 겸 관구 제1참사
- 2009년 ~ 2013년 : 가르멜 수도회 로마 총본부 동아시아 및 오세아니아 담당 최고평의원
- 2013년 12월 30일 : 서울대교구 보좌주교 임명 (타마주카 명의 주교)
- 2014년 2월 5일 : 주교 서품
- 2014년 2월 18일 ~ 2021년 12월 7일 : 서울대교구 서서울지역 및 수도회·청소년담당 교구장 대리
- 2014년 4월 4일 ~ 2021년 12월 18일 : 학교법인 가톨릭학원 이사
- 2014년 10월 30일 ~ 2023년 3월 16일 : 주교회의 청소년사목위원장
- 2014년 10월 30일 ~ 2023년 3월 16일 : 주교회의 선교사목주교위원장
- 2016년 6월 1일 ~ 2021년 12월 7일 : (재)한국교회사연구소 이사장, 서울대교구 순교자현양위원회와 시복시성준비위원회 위원장
- 2020년 1월 1일 ~ 현재 : 아시아주교회의연합회(FABC) 신학위원회 위원
- 2021년 10월 28일 : 서울대교구장, 평양교구장 서리 임명 및 대주교 승품
- 2021년 12월 8일 : 제14대 서울대교구장 겸 평양교구장 서리 착좌
- 2021년 12월 8일 ~ 2022년 3월 22일 : 주교회의 성직주교위원회 위원
- 2021년 12월 8일 ~ 현재 : 서울대교구 생명위원회 위원장
- 2021년 12월 8일 ~ 현재 : 한국가톨릭교리신학원 담당 주교
- 2021년 12월 8일 ~ 현재 : 주교회의 민족화해주교특별위원회 위원
- 2021년 12월 8일 ~ 현재 : 주교회의 시복시성주교특별위원회 위원
- 2021년 12월 8일 ~ 현재 : 교황청립 로마한인신학원 담당 주교
- 2021년 12월 8일 ~ 현재 : 한국외방선교회 담당 주교
- 2021년 12월 18일 ~ 현재 : 학교법인 가톨릭학원 이사장
- 2022년 3월 22일 ~ 현재 : 주교회의 상임위원회 위원 겸 한국천주교중앙협의회 이사회 이사
- 2022년 3월 22일 ~ 현재 : 주교회의 성직주교위원회 위원장
- 2023년 3월 16일 ~ 현재 : 주교회의 국내이주사목위원회 위원장
- 2023년 3월 16일 ~ 현재 : 주교회의 사회주교위원회 위원

## 문장
갈색 주교 모자와 (‘그리스도의 평화를 상징하는 녹색’으로 된) 4단의 수실, 그리고 목장(牧杖)은 전통적으로 ‘사도들의 후계자’(Apostolorum Successor)인 대주교직을 표상한다.
모자의 색인 갈색은 겸손과 가난을 상징하는 ‘땅의 색’이기도 하며, 탁발 수도회(Ordo mendicantorum)의 전통적인 색이기도 하다.  곧 겸손과 가난을 머리에 이고 항상 겸손의 자세로 임한다는 의미한다.
방패는 교회를 수호하는 주교의 직무를 상징하는데, 방패 안 갈색의 형상은 한편으로 보면 산의 형상이요, 다른 편으로 보면 길을 원근법으로 표현한 형상이기도 하다.
갈색 <산의 형상>으로는 ‘하느님과의 합일’을 향한 우리 신앙의 여정을 표상하는‘가르멜 산길’이요, 또 한편 길의 형상으로는 나그네 길, 곧 ‘신앙의 여정’을 표현하는 것이기도 하다.
별은 신앙의 여정을 인도해 주시는 성모님의 표상이고, 밑의 푸른색 띠는 한편으로는 바다의 색으로서 ‘바다의 별’ 성모님을 상징하는 흰 별의 밑에서 바다처럼 펼쳐져 있다.
우리 구원의 빛은 결국 예수 그리스도의 십자가에서 나옴을 보여 주는데, 이 십자가에서 나오는 구원의 빛(노란색 빛)은 신앙의 여정이자 ‘가르멜 산길’ 위에서 우리의 전체 여정을 비춰 주고 있음을 표상한다.